# 小行星8955
小行星8955（英語：8955）是一颗围绕太阳公转的小行星。1998年3月24日，林肯近地小行星研究小组在索科罗发现了此天体。
这颗小行星的绝对星等为80.71136等。